# K77-11

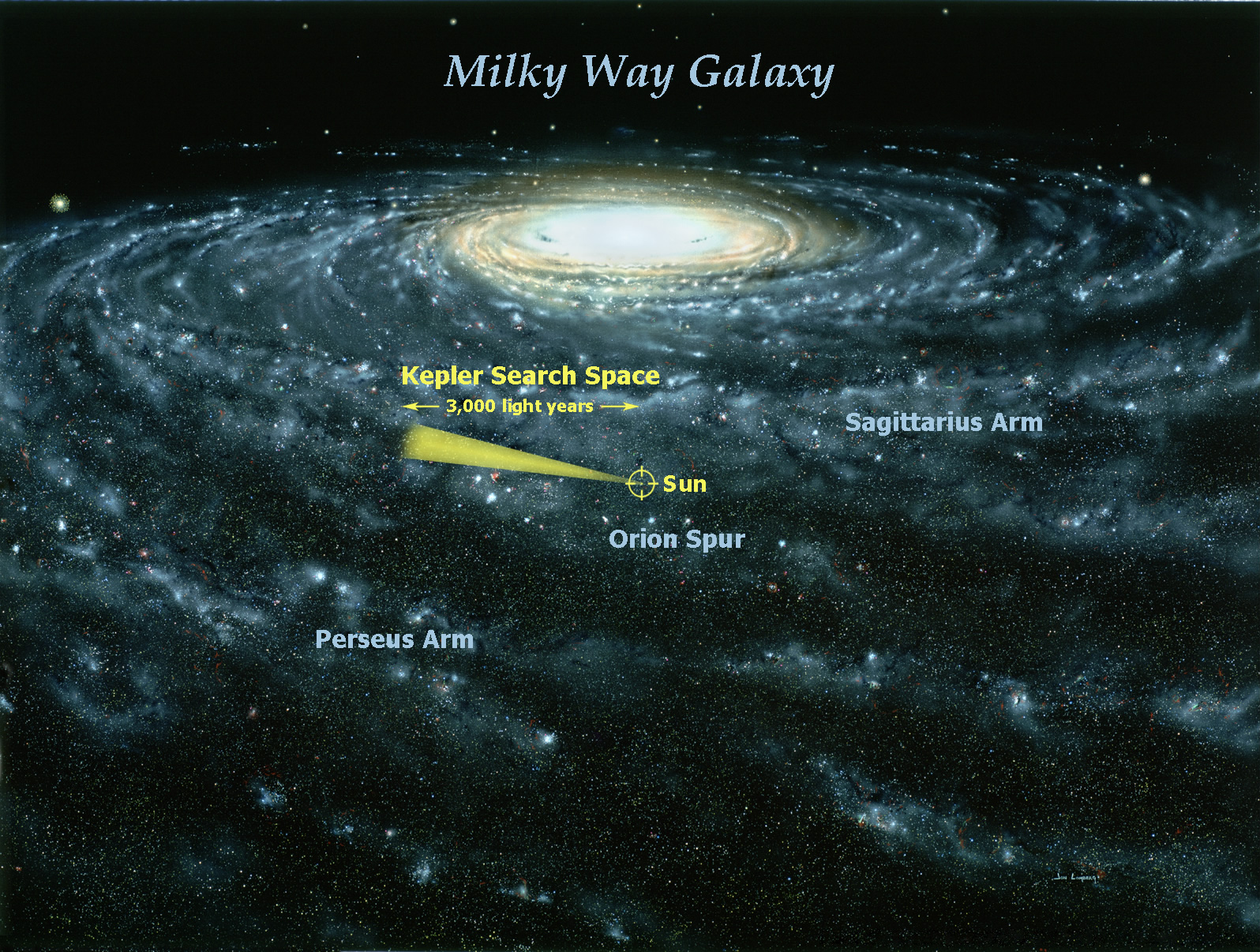

K77-11은 시그너스 자리에 위치한 외계 행성이다. 케플러 우주망원경에 의해 2017년 발견되었으며, 1.3 지구 반경 크기다. 지구가 태양으로부터 받는 것과 비슷한 수준의 복사열을 받는다. 따라서 지구와 환경이 유사할 것으로 생각된다.